# I Want You Back (chanson de NSYNC)
Singles de NSYNC
Tearin' Up My Heart
(1997)
Clip vidéo
[vidéo] « I Want You Back », sur YouTube
I Want You Back est une chanson du boys band américain *NSYNC. Initialement sortie en single, elle sera incluse sur leur premier album studio *NSYNC (sorti le 26 mai 1997 en Allemagne, le 24 mars 1998 aux États-Unis et en 1999 au Royaume-Uni).
La chanson a été publiée en single à différents moments dans différents pays : en Allemagne le 4 octobre 1996, au Royaume-Uni en 1997 et 1999, aux États-Unis en 1998.
En Allemagne, la chanson a atteint la 10e place à la fin de 1996,.
Au Royaume-Uni, elle a débuté à la 62e place du hit-parade des singles en novembre 1997 et à la 5e place en février 1999.
Aux États-Unis, elle a débuté à la 25e place du Hot 100 du magazine Billboard pour la semaine du 7 mars 1998 et atteint la 13e place pour la semaine du 2 mai.